# Kerman (Verwaltungsbezirk)
Kerman (persisch کرمان, DMG Kermān) ist ein Schahrestan (persisch شهرستان) in der Provinz Kerman im Südosten Irans. Er enthält die Stadt Kerman, welche die Hauptstadt des Verwaltungsbezirks ist. 

## Kreise
- Zentral (بخش مرکزی)
- Schahdad (بخش شهداد)
- Golbaf (بخش گلباف)
- Mahan (بخش ماهان)
- Rayen (بخش راین)
- Chatrud (بخش چترود)

## Demografie
Bei der Volkszählung 2016 betrug die Einwohnerzahl des Schahrestan 738.724. Die Alphabetisierung lag bei 91 Prozent der Bevölkerung. Knapp 86 Prozent der Bevölkerung lebten in urbanen Regionen.
| Zensusjahr | Einwohnerzahl |
| ---------- | ------------- |
| 2011       | 722.484       |
| 2016       | 738.724       |